# Ed Archibald

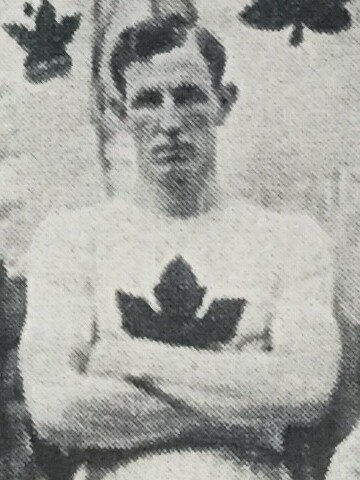
Edward Blake Archibald

Edward Blake Archibald (nacido el 29 de marzo de 1884, murió en 1965) fue un atleta canadiense que compitió en los Juegos Olímpicos de Londres 1908.
Archibald ganó la medalla de bronce olímpica en atletismo durante los Juegos Olímpicos de 1908 en Londres. Terminó empatado en el tercer lugar en el salto con pértiga, con un salto de 3,58 metros con Bruno Söderström de Suecia y el estadounidense Charles Jacobs. Fue galardonado con el primer lugar entre Edward Cooke y Alfred Gilbert, que ganó el nuevo récord olímpico 3,71.